# Amylostereum
Amylostereum — рід грибів монотипової родини Amylostereaceae. Містить 4 види.
Три види, — A. chailletii, A. ferreum та A. laevigatum — утворюють симбіоз з осами з родини Siricidae. В результаті відкладання осами яєць, разом зі спорами грибів, під кору дерев, гриби отримують високу ефективність поширення виду і зараження деревини. В свою чергу, гриб викликає гниття та висушування деревини, завдяки чому личинки ос отримують зручні умови, поживні речовини і ензими, які необхідні їм для виживання.